# Beiers voetbalkampioenschap 1910/11
In 1910/11 werd het zesde Beiers voetbalkampioenschap gespeeld, dat georganiseerd werd door de Zuid-Duitse voetbalbond. De competitie was als Ostkreisliga een voorronde van de Zuid-Duitse eindronde. Voor dit seizoen werden de twee groepen van voorgaande seizoen samengevoegd tot één groep voor heel Beieren. 
Bayern München werd kampioen. De club verloor dit seizoen enkel van Wacker München en eindigde opnieuw tweede achter Karlsruher FV in de Zuid-Duitse eindronde. 

## 1. Liga Ostkreis
| Plaats | Club                      | Wed. | W  | G | V  | Saldo | Ptn.  |
| ------ | ------------------------- | ---- | -- | - | -- | ----- | ----- |
| 1.     | FA Bayern im Münchener SC | 18   | 16 | 1 | 1  | 97:21 | 33:3  |
| 2.     | 1. FC Nürnberg            | 18   | 15 | 0 | 3  | 90:25 | 30:6  |
| 3.     | SpVgg Fürth               | 18   | 10 | 2 | 6  | 49:41 | 22:14 |
| 4.     | MTV 1879 München          | 18   | 10 | 1 | 7  | 50:45 | 21:15 |
| 5.     | FC Wacker München         | 18   | 7  | 3 | 8  | 36:54 | 17:19 |
| 6.     | FC Pfeil Nürnberg         | 18   | 7  | 2 | 9  | 49:54 | 16:20 |
| 7.     | TV 1860 München           | 18   | 7  | 0 | 11 | 33:47 | 14:22 |
| 8.     | MTV 1889 Augsburg         | 18   | 5  | 2 | 11 | 41:55 | 12:24 |
| 9.     | 1. FC Bamberg             | 18   | 4  | 2 | 12 | 33:70 | 10:26 |
| 10.    | SV Noris Nürnberg         | 18   | 2  | 1 | 15 | 23:99 | 5:31  |

|  | Geplaatst voor Zuid-Duitse eindronde |